# Austria en los Juegos Olímpicos de Londres 1948
Austria estuvo representada en los Juegos Olímpicos de Londres 1948 por un total de 144 deportistas que compitieron en 17 deportes.  

## Medallistas
El equipo olímpico austríaco obtuvo las siguientes medallas:
| Nombre              | Deporte    | Competición          |
| ------------------- | ---------- | -------------------- |
| Oro                 |            |                      |
| Herma Bauma         | Atletismo  | Jabalina F           |
| Plata               |            |                      |
| —                   |            |                      |
| Bronce              |            |                      |
| Ine Schäffer        | Atletismo  | Peso F               |
| Ellen Preis         | Esgrima    | Florete individual F |
| Friederike Schwingl | Piragüismo | K1 500 m F           |